# Turecká káva

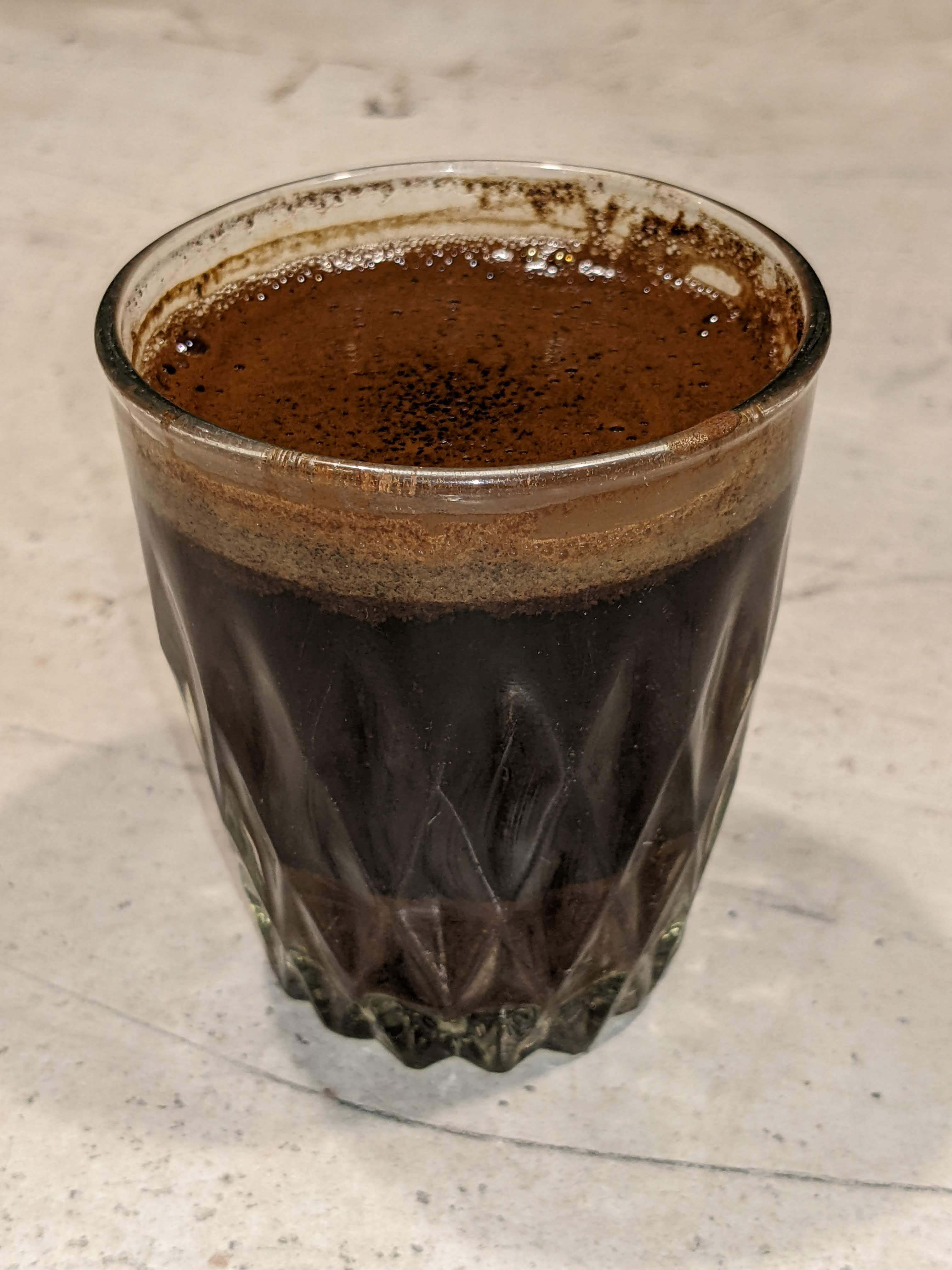
Turecká káva v duritce

Jako turecká káva či zkráceně turek, hovorově kafe s lógrem, se označuje česká a slovenská varianta kávy připravovaná zalitím a spařením mleté zrnkové kávy vroucí vodou. S kávou připravovanou v Turecku má společný jen název. Odborníci a znalci ale tento druh kávy příliš neoceňují kvůli jejím horším chuťovým vlastnostem oproti jiným metodám přípravy kávy, jelikož zde není kontrola nad časem extrakce a do výsledného nápoje se již po čtvrté minutě uvolňují hořké třísloviny, které nedělají dobře zažívání. Při přípravě této metody se uvolňuje i větší množství kofeinu. Přesto se tato káva stále těší v Česku značné oblibě a lze ji dostat ve většině kaváren a restaurací.
Přestože je „turek“ někdy považován za typicky českou přípravu kávy, obdobný způsob se používá po celém světě. Například v angličtině se takto připravený nápoj označuje jako cowboy coffee „kovbojská káva“, ten může ale nemusí být před podáváním sceděn. V Norsku se označuje jako kokekaffe „vařená káva“ a jedná se o tradiční metodu, především před rozšířením elektrických kávovarů v 60. letech 20. století. Vzhledem k tomu že je často připravována během kempování označuje se také jako turkaffe „turistická káva“. V Oslo se pořádá soutěž World Kokekaffe Championship. Takto připravená káva se také používá při přípravě nápoje zvaného karsk, sestávajícího ze samohonky a kávy.

## Historie
Za vznikem této varianty kávy, která se stala v Česku národním horkým nápojem, lze spatřovat především nedostatek kvalitní kávy, který přinesla druhá světová válka a který pokračoval kvůli znárodňování i po ní. Lidé tak sahali z nouze po tom, co bylo k dispozici - během války především po náhražkách kávy jako je melta nebo caro, a po válce v nejlepším případě po dost nekvalitní kávě z obchodů, která byla navíc drahá. Nejdostupnější byl mix robusty s malou příměsí arabiky. Lidé neměli k dispozici ani kávovary, které byly cenově nedostupné a bylo jich málo k dostání, a tak volili namísto toho nejjednodušší způsob přípravy kávy, což je zalití mleté směsi vařicí vodou, zamíchání lžičkou a počkání na usazení sedliny, čili lógru u dna. A jelikož patrně evokoval lidem tento způsob přípravy kávy kávu, jak ji připravují ve východních zemích a v Turecku, začali své kávě říkat turek a nápoj se začal stávat postupně tradičním.
Tento druh horkého nápoje si udržel mezi lidmi značnou oblibu i po zvýšení konkurence dalších druhů přípravy kávy po pádu komunistického režimu a nápoj je stále nabízen ve většině kaváren a restaurací. V současnosti jsou však dostupné nejrůznější přístroje a výběry kávových zrn nejrůznější jakosti, které umožňují připravit kvalitnější nápoje, a poptávka po turecké kávě se tak úměrně tomu snížila.

## Příprava
Pro přípravu kvalitní turecké kávy je důležité vybrat kvalitní kávová zrna, která by neměla být přepražená, dlouho namletá a měla by být čerstvá. Ideální je namlít kávu krátce před přípravou. Káva se připravuje z množství 8 až 12 g. Voda by neměla projít varem. Káva by se měla zalít vodou o teplotě ideálně 95 °C a nechat odstát asi 3 minuty, aby zchladla na teplotu asi 70 °C. Při této teplotě už došlo k dostatečné extrakci a káva by se měla co nejrychleji vypít. Při delším louhování se uvolňují hořké třísloviny, které škodí žaludku, nebo látky kazící kávě chuť. Tureckou kávu lze připravit také z kávy bez kofeinu.